# Vejvanovice
Vejvanovice (en allemand : Wejwanowitz) est une commune du district de Chrudim, dans la région de Pardubice, en République tchèque. Sa population s'élevait à 315 habitants en 2022.

## Géographie
Vejvanovice se trouve à 3 km au nord-ouest du centre de Hrochův Týnec, à 7 km à l'est-nord-est de Chrudim, à 10 km au sud-est de Pardubice et à 104 km à l'est de Prague.
La commune est limitée par Úhřetice à l'ouest et au nord-ouest, par Dvakačovice au nord, par Hrochův Týnec à l'est, par Dolní Bezděkov au sud, et par Kočí au sud-ouest.

## Histoire
La première mention écrite de la localité date de 1167.

## Galerie

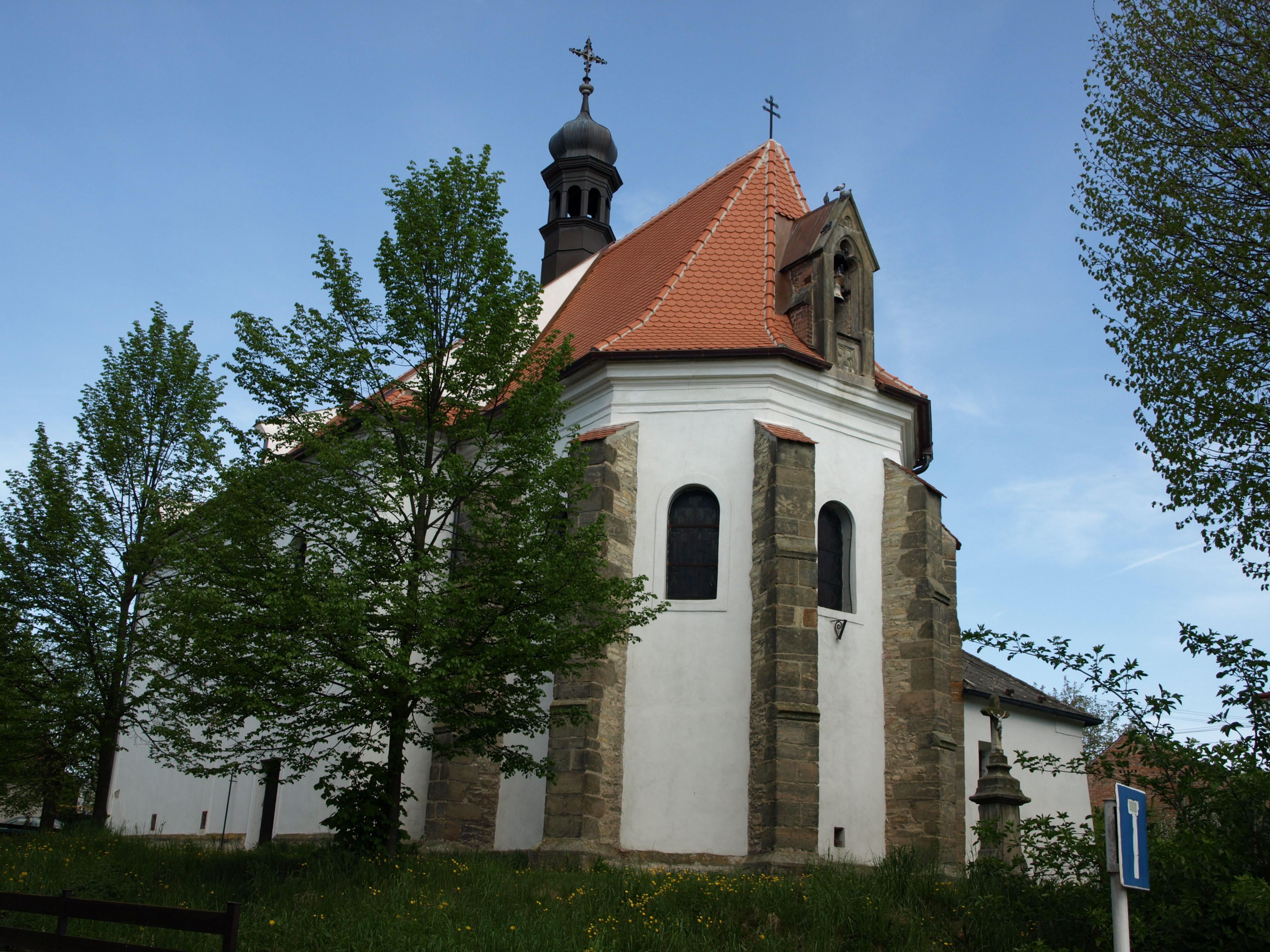
Église de l'Assomption.
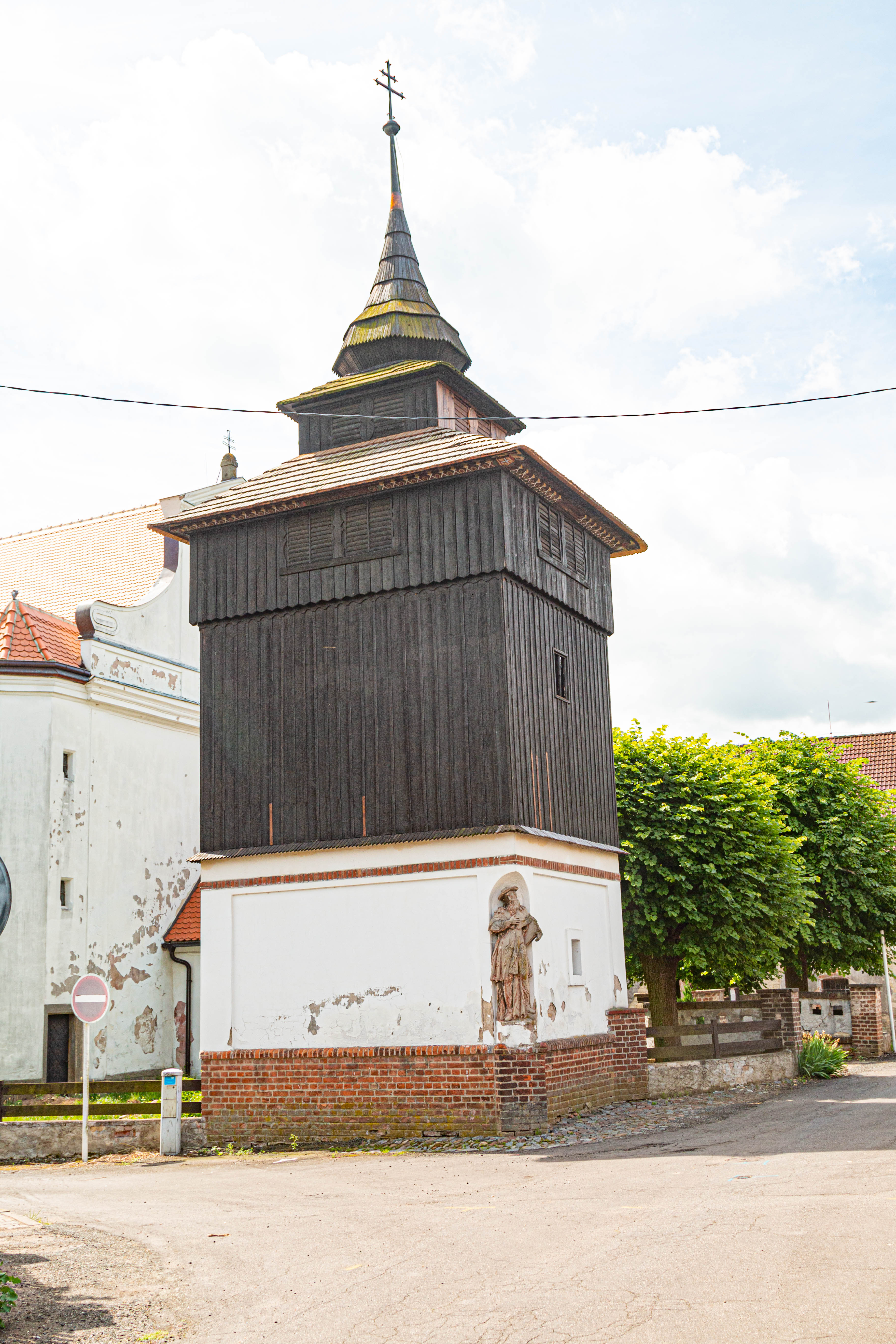
Clocher-tour à Vejvanovice.

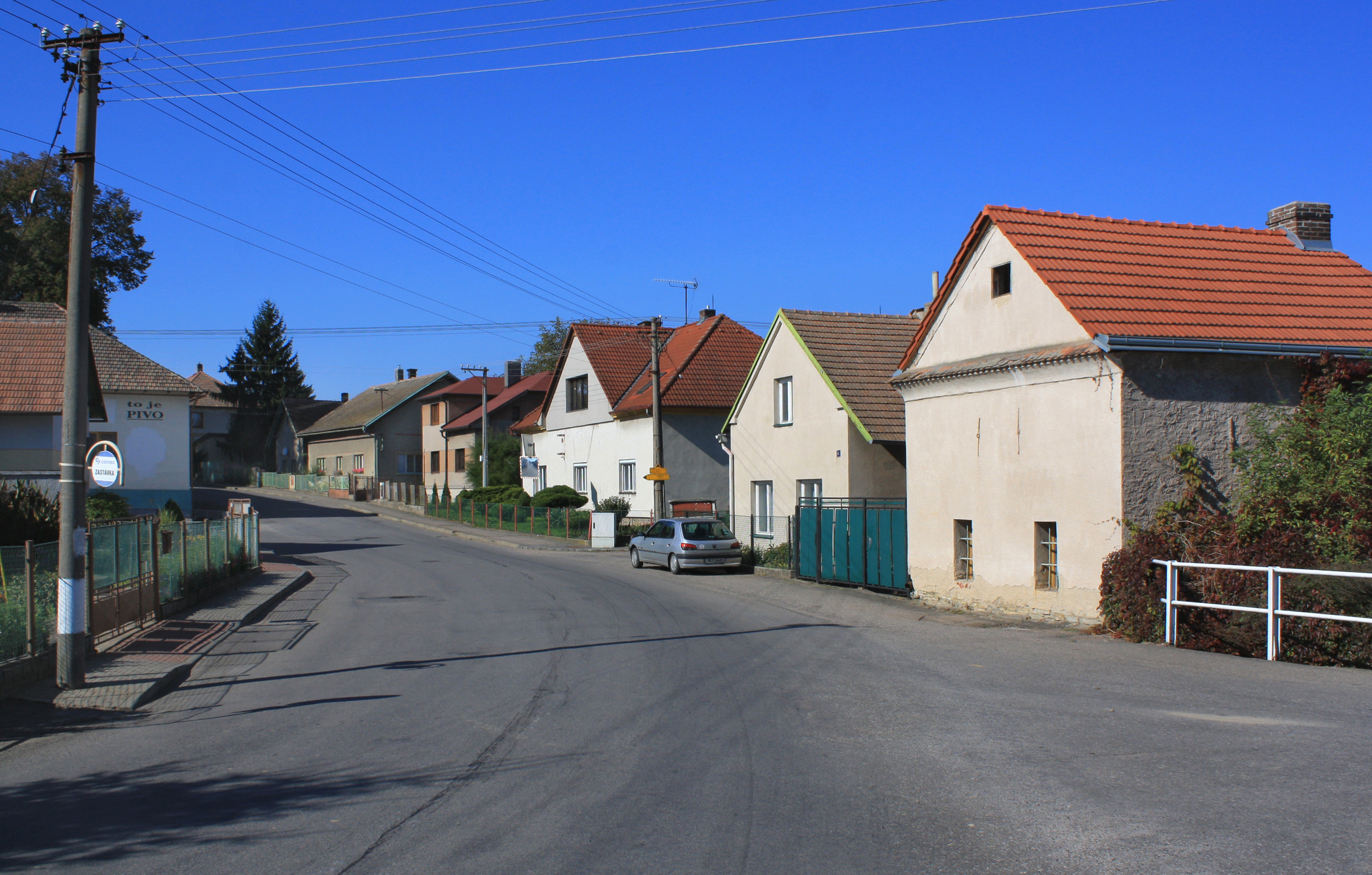
Route de Úhřetice.
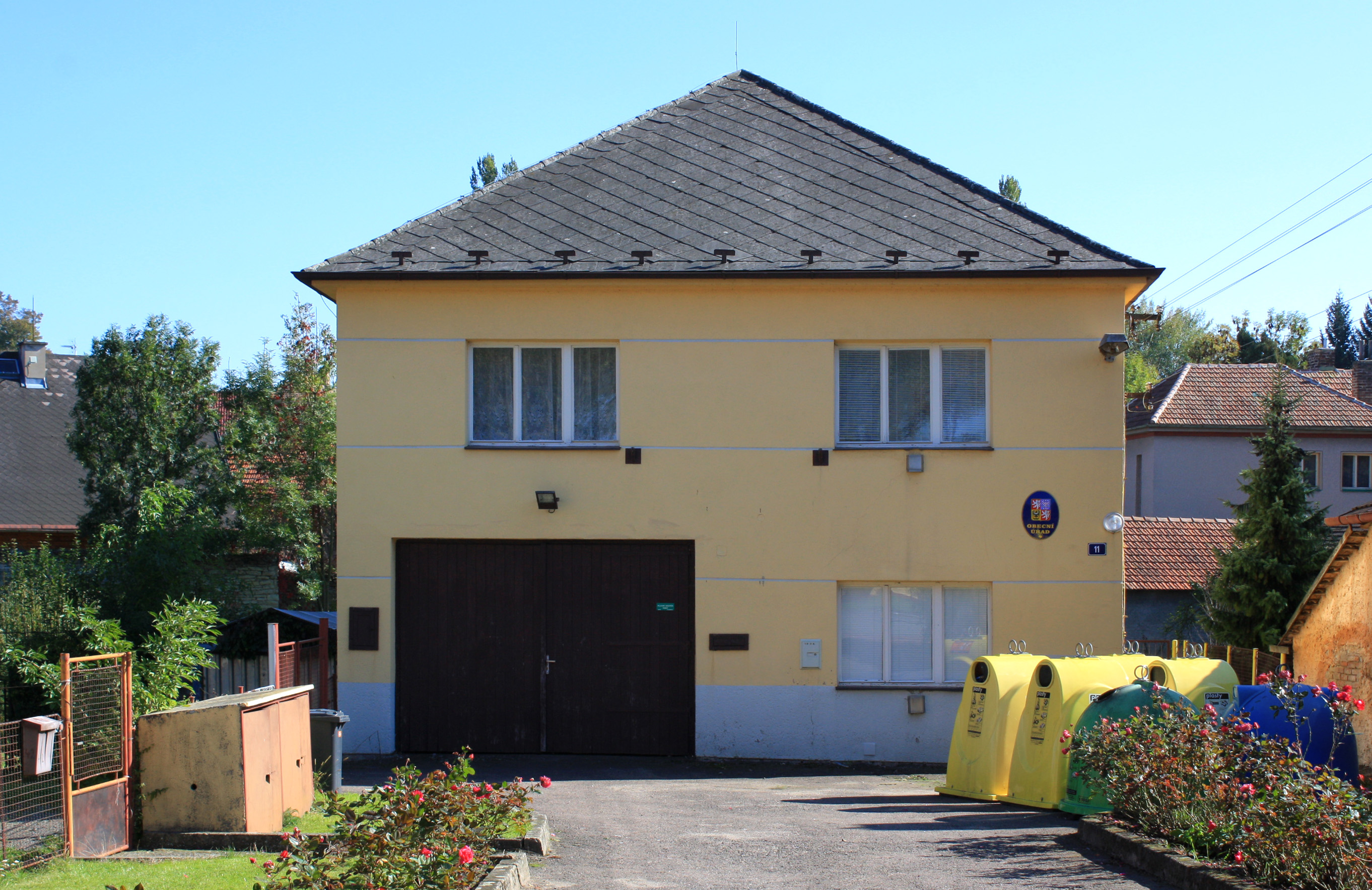
Vejvanovice : la mairie.

## Transports
Par la route, Vejvanovice se trouve à 7 km de Chrudim, à 13 km de Pardubice et à 129 km de Prague. 